# Overloopgebied
Een overloopgebied (Nederland) of gecontroleerd overstromingsgebied (Vlaanderen) is een gebied dat is aangewezen om bij een hoge waterstand van een rivier te overstromen. Door in dit gebied een grote hoeveelheid water op te slaan, zal de waterstand in de rivier lager worden en wordt de druk op de dijken verminderd.  
Voorstanders van overloopgebieden menen dat het inrichten van dergelijke gebieden goedkoper is dan het op nationale schaal versterken van de dijken.

## Nederland
Verschillende deskundigen, met name van Rijkswaterstaat, verwachten dat de piekafvoer van de Rijn in de toekomst gaat stijgen en dat daarmee de veiligheid van de dijken in gevaar komt. In het algemeen zijn er twee oplossingsrichtingen mogelijk: het versterken van de dijken óf het verruimen van de rivier zodat het water over een groter gebied verspreid wordt. 
Een overloopgebied wordt wel gezien als een 'opoffering': door te kiezen om dit gebied onder water te zetten, kunnen andere gebieden gespaard blijven. Het 'opgeofferde' gebied loopt het risico dat het 'op slot' gaat: door het gevaar van overstroming zal er nauwelijks meer gebouwd worden. Daarnaast speelt het politieke effect mee: de bewoners van zo'n gebied worden als het ware ook 'opgeofferd'. 
Wanneer een overloopgebied als een bergende stroming wordt ingericht, dan kan men aan dit probleem tegemoetkomen.

## Vlaanderen

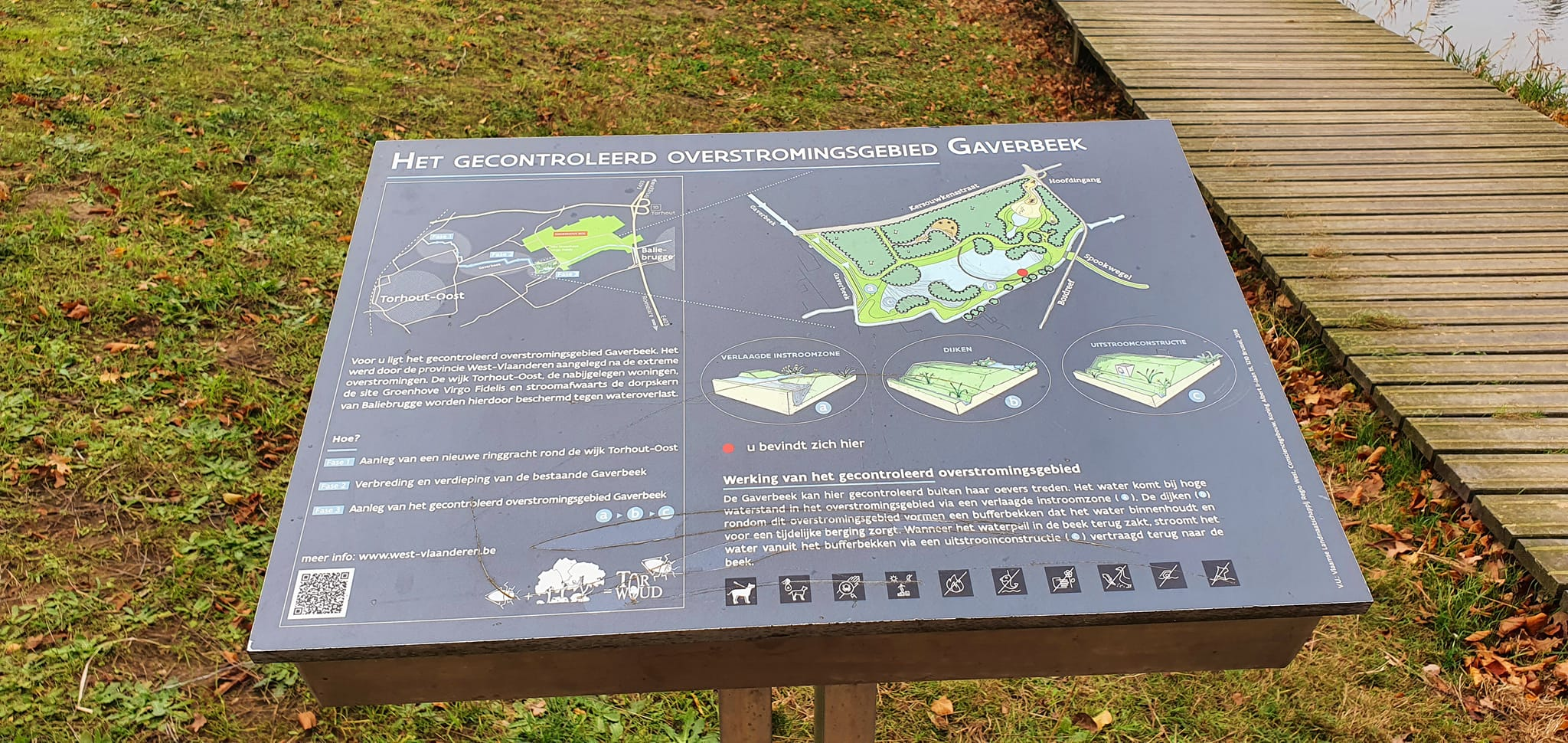
Gecontroleerd overstromingsgebied Gaverbeek Torhout.

In het Vlaamse Sigmaplan worden verschillende gecontroleerde overstromingsgebieden (GOG) ingericht zoals bij Tielrode en Kruibeke (Polders van Kruibeke). Enkel bij extreem hoge waterstanden stroomt er dan water over de overloopdijk; bij gewoon hoogwater gebeurt dit niet, waardoor er nog aan landbouw gedaan kan worden in deze zogeheten "potpolders".

### Gecontroleerde overstromingsgebieden met gereduceerd getij
Naast gecontroleerde overstromingsgebieden zijn er ook 'gecontroleerde overstromingsgebieden met gereduceerd getij' (GGG). Hierbij stroomt er wel dagelijks water binnen via inwateringssluizen en is er dus natuurontwikkeling mogelijk.

## Ontpoldering
Een laatste type overstromingsgebied is de volledige ontpoldering waarbij de dijk tussen polder en rivier verdwijnt.